# Chepes
Chepes – miasto w Argentynie, w prowincji La Rioja, stolica departamentu Rosario Vera Peñaloza.
Według danych szacunkowych na rok 2010 miejscowość liczyła 11 039 mieszkańców.